# Belshina
Belshina (in russo Белшина?, Belšina) è un produttore bielorusso di pneumatici. Produce più di 300 misure di pneumatici per autovetture, trasporti leggeri (LCV), autocarri, veicoli pesanti, veicoli stradali e di sollevamento, veicoli elettrici, autobus, trattori e macchine agricole.

## Storia

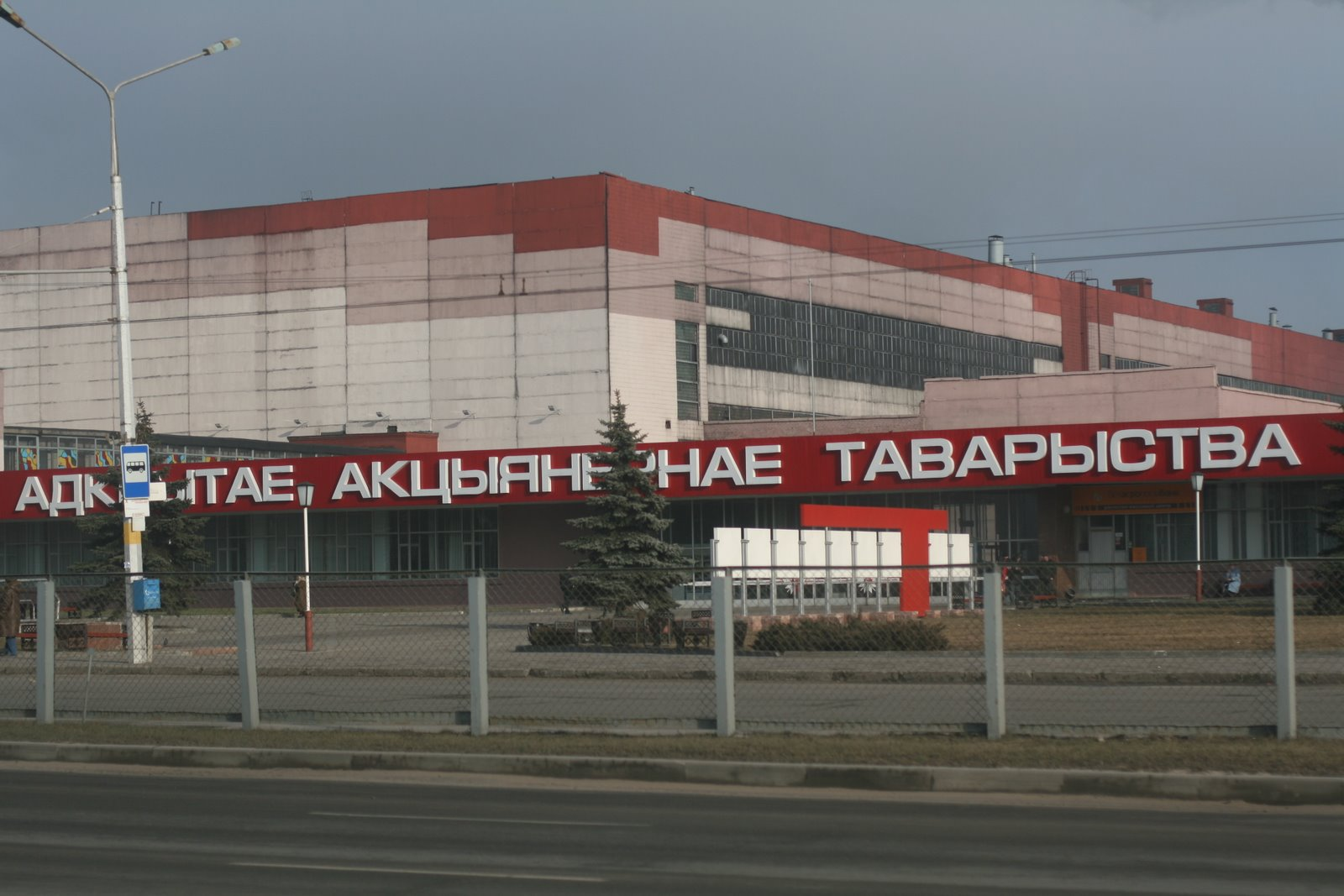

La nascita della Belshina a Bobruisk fu sancita dal decreto del Consiglio dei ministri dell'Unione Sovietica del 25 marzo 1963, n. 299 "Misure per un maggiore utilizzo delle riserve di manodopera della SSR bielorussa" e dal decreto del Soviet supremo 90-r dell'11 giugno 1965, che approvava l'incarico di progettazione per la costruzione della BŠK.
Nel 1968, iniziò a funzionare un'unità di produzione meccanica (successivamente un impianto meccanico), dove venivano assemblate e fabbricate attrezzature per le future officine di produzione, venivano elaborati nuovi metodi per l'assemblaggio degli pneumatici e veniva impartita una formazione pratica ai lavoratori nella produzione.
Il 31 dicembre 1971, presso il sito sperimentale dell'unità di produzione meccanica, fu prodotto il primo pneumatico bielorusso per un camion BELAZ da 27 tonnellate.
Il 31 dicembre 1972 fu commissionato un impianto per pneumatici di grandi dimensioni.
Dal dicembre 1979, la fabbrica di pneumatici per auto autocarri ha iniziato a funzionare.
Il 31 gennaio 1985, fu lanciata la quarta fabbrica di pneumatici sovradimensionati.
Nel maggio 1992, per ordine del comitato statale della Repubblica di Bielorussia sull'industria e la produzione intersettoriale, l'associazione di produzione Bobruiskshina fu trasformata nella fabbrica di pneumatici bielorussa Belshina.
2014: lancio di una nuova linea di pneumatici moderni per le autovetture con il marchio Artmotion;
2014: produzione dei primi pneumatici per autocarri interamente in acciaio con i marchi Escortera e Forcerra, nonché pneumatici per autocarri leggeri con il marchio Bravado;
2015: la società ha installato moderne linee di miscelazione della gomma prodotte dalla società tedesca Harburg Freudenberger con mescolatori di gomma del tipo Intermix;
2016: avvio dello sviluppo di una nuova linea di pneumatici per passeggeri per auto premium con il marchio Artmotion HP;
2017: avvio dello sviluppo di una nuova linea di pneumatici per passeggeri di SUV (Sport Utility Vehicle) con il marchio SUV AstartA;
2017: avvio dello sviluppo di pneumatici sovradimensionati con un diametro di atterraggio di 63 pollici;

## Prodotti
Gli pneumatici di Belshina riforniscono gli stabilimenti automotive MAZ, BELAZ e BelGee (tutti in Bielorussia); VAZ, GAZ e KAMAZ (Russia); Bogdan e KRAZ (Ucraina).
- Pneumatici per autovetture (PCR)
  - Pneumatici estivi e 4 stagioni
  - Pneumatici invernali
- Pneumatici per il trasporto leggero (LTR)
- Pneumatici per gli autocarri e bus (TBR)
- Pneumatici tradizionali
- Pneumatici con il cordolo interamente in acciaio (all steel)
  - Escortera è una gamma di pneumatici tipo all steel per autocarri che si usano sulle strade ed in città.

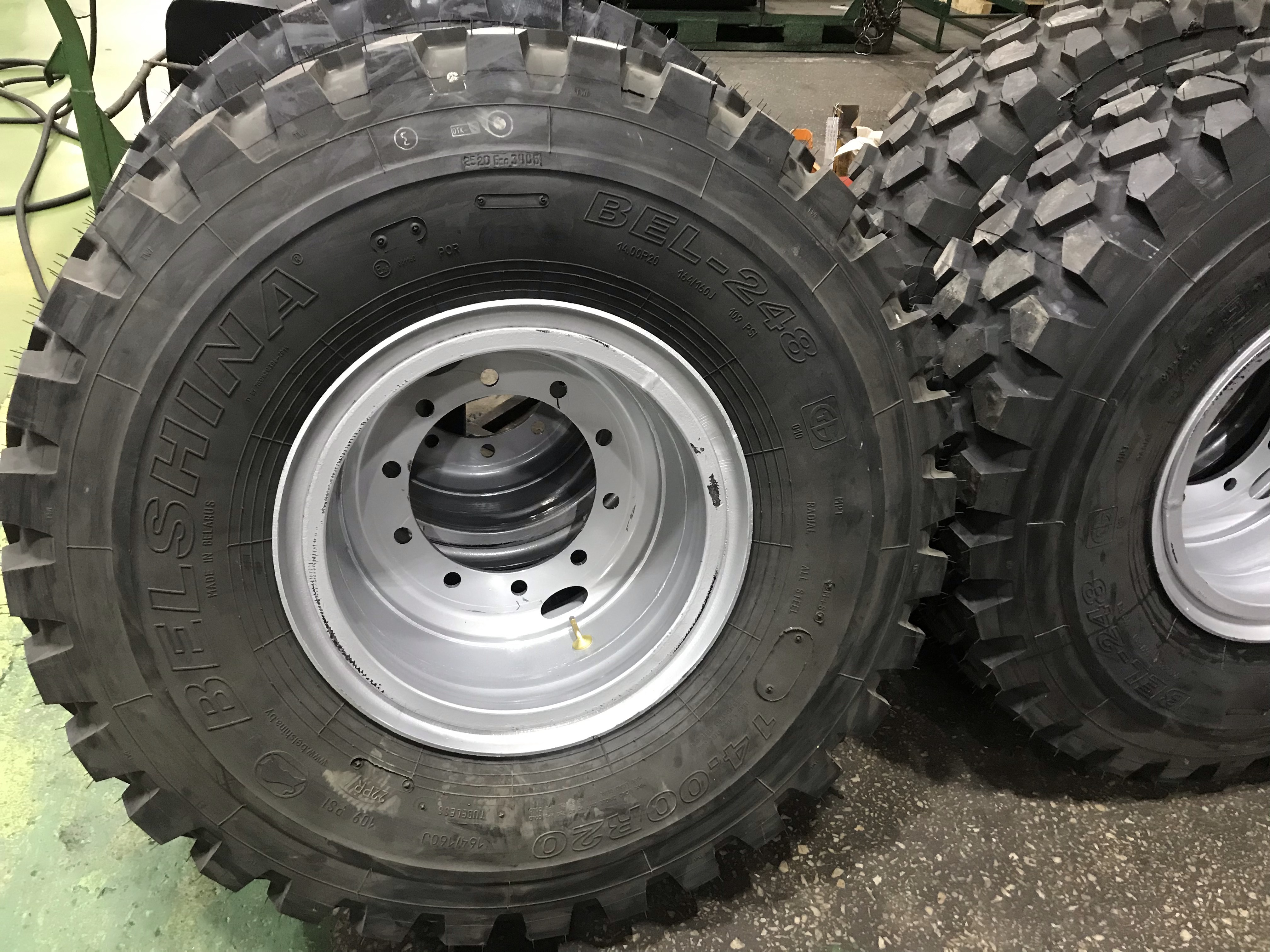
Pneumatico TBR fuoristrada Bel-248

- - Forcerra è una gamma di pneumatici tipo all steel per autocarri che operano soprattutto fuoristrada.
- Pneumatici per trattori e macchine agricole
- Pneumatici per veicoli stradali e pesanti (OTR)

## Diffusione nel mondo
Gli pneumatici Belshina sono molto apprezzati nel territorio dell'ex URSS. Si vendono anche in Canada (soprattutto OTR), Europa (Italia, Polonia, Romania, Germania, Serbia etc.), Asia, Africa e Sudamerica.